# Río Magdalena
Der Río Magdalena (Magdalenenstrom, Magdalena) ist ein Fluss mit 1612 km Länge im Westen von Kolumbien in Südamerika.
Sein Einzugsgebiet beträgt 263.858 km² und ist damit in etwa so groß wie das des Rheins.

## Name

### Etymologie
Der Name des Stromes hat mit seiner Entdeckung durch die spanischen Eroberer zu tun. Sein Entdecker, Rodrigo de Bastidas, und seine Männer landeten am 1. April 1501 mit ihren Schiffen an der Mündung. Wie es damals üblich war, benannten sie die Flüsse und Orte nach einem Heiligen. Die Tagesheilige am 1. April war Maria Magdalena.

### Namen und Beinamen
Der volle Name des Río Magdalena heißt: Río Grande de la Santa Magdalena. Übersetzt aus dem Spanischen heißt das „Großer Fluss der Heiligen (Maria) Magdalena“.
Die Indianer hatten dem Fluss verschiedene Namen gegeben. Die Kariben-Indianer am Unterlauf nannten den Río Magdalena Caripuana, was übersetzt „Großes Wasser“ bedeutet.
Einige Indianervölker am Oberlauf nannten ihren Teil Guacacallo für „Fluss der Gräber“. Ebenso ist der Name Yauma oder Yuma für Freund des Flusses überliefert, daher auch der Name Rio Yuma.

## Geographie

### Lage

#### Quelle

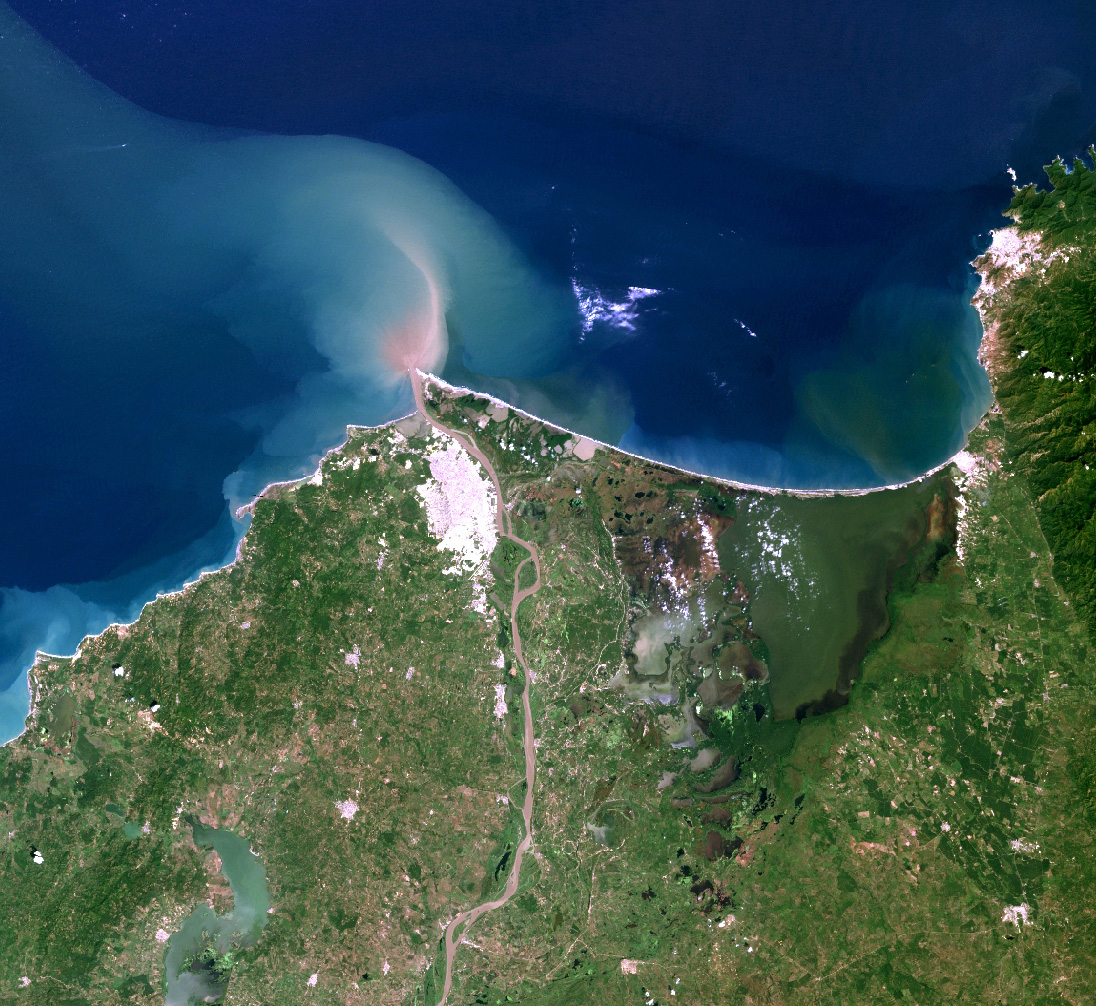
Satellitenaufnahme der Mündung. Die Sedimentfahne reicht, deutlich erkennbar, kilometerweit ins Meer hinein. Im Osten (dunkle Bucht) befindet sich die Ciénaga Grande.

Der Río Magdalena entspringt in der Zentralkordillere an dem Gebirgsknoten von Las Papas im Departamento del Huila. Der knapp 40 km westlich der Kleinstadt San Agustín etwa 3450 m hoch gelegene Bergsee Laguna del Buey (auch Laguna Magdalena genannt) bildet seinen Ursprung.

#### Verlauf
Der gesamte untere Lauf des Río Magdalena durchschneidet die so genannte Tiefebene des Río Magdalena, die im Osten bis zur Sierra Nevada de Santa Marta und im Westen bis an die Karibik (Región Caribe) reicht.
Der Río Magdalena entspringt in der Zentralkordillere und ist dort von erloschenen Vulkanen umgeben, wie z. B. Alto del Purutal oder Cerro de la Pelota. Danach fließt der Fluss nach Osten durch die archäologische Zone San Agustín. Dort wurden einige Meter große Statuen aus Stein entdeckt, deren Ursprung ein Rätsel ist. Der Strom ist an der engsten Stelle nur 1,7 m breit. Anschließend fließt der Magdalena nach Norden in die Ebene, die die Zentralkordilleren von den Ostkordilleren trennt. So teilt er praktisch das Gebirge. Der Strom fließt nach Norden durch Städte wie z. B. Neiva oder Barrancabermeja. Nahe El Banco verlässt der Magdalenenstrom den Gebirgsraum und es kommt zum Zusammentreffen mit seinem größten Nebenfluss, dem Río Cauca. Von dort fließt er nach Nordwesten. Zuletzt fließt er nach Norden und bei Barranquilla in das Karibische Meer.

#### Mündung
Vom 11. Breitengrad an bei Barranquilla beginnt der Río Magdalena, sich in mehrere Mündungsarme zu teilen und ein großes Mündungsdelta zu bilden. Hier befinden sich Inseln, die mit primärem tropischen Regenwald bedeckt sind und starken Überschwemmungen ausgesetzt sind. In den 1930ern wurde die Mündung ausgebaut und nun befindet sich Barranquilla direkt an der Mündung. Das Süßwasser des Río Magdalena macht sich noch kilometerweit nach der Mündung im Karibischen Meer bemerkbar.

#### Nebenflüsse
Der größte Zufluss des Río Magdalena ist der Río Cauca. Während oberhalb von Honda der Fluss nur kleine Zuflüsse aufnimmt, weil sein Tal eine geringe Breite hat, empfängt er weiter unten bedeutendere, wie den Río Carare, den Río Sogamoso und den Río Cesar von Osten und den Río Quali, den Río Nare und den Río Cauca von Westen. Der Río Magdalena empfängt den Río Cauca durch den Brazo de Loba. Oberhalb von Honda gibt es kleine Zuflüsse wie den Río Sombrerillos oder den Río Matanzas von Osten und den Río Mazamorras im Westen. Insgesamt hat der Río Magdalena tausende Nebenflüsse, wovon die meisten jedoch relativ klein sind.

#### Kanäle
Von den einzelnen Kanälen war früher der nach Cartagena führende Canal del Dique der wichtigste. Dieser zweigt 110 km oberhalb der Mündung bei der Stadt Calamar nach Westen ab. Der 114 km lange Kanal zur Bahía de Cartagena wurde 1514 von einheimischen Sklaven unter der Leitung der spanischen Konquistadoren errichtet. Der mittlere Abfluss beträgt 299 m³/s.
Später erhielt die größte Bedeutung der gegen Norden führende Kanal, der unterhalb von Sabanilla in das Antillenmeer mündet.
An seiner Mündung liegt eine gefährliche Barre.

### Hydrologie
Das Einzugsgebiet des Río Magdalena umfasst eine Fläche von 257.438 km² (nach anderen Quellen: 263.858 km²). Der mittlere Abfluss liegt bei 7232 m³/s. Die jährliche Sedimentfracht beträgt 144 Millionen Tonnen.

### Fauna

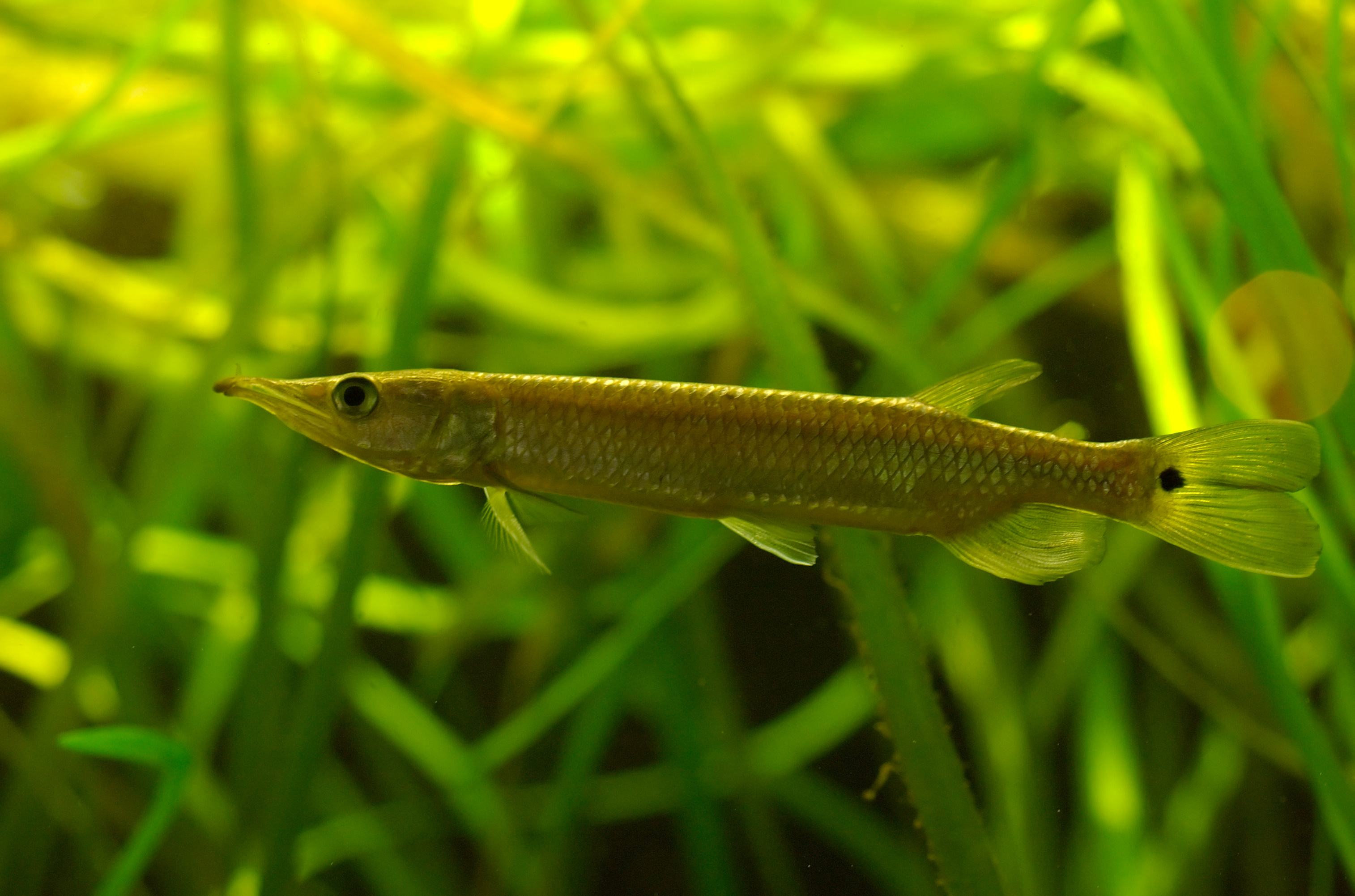
Der Hechtsalmler Ctenolucius hujeta ist im Río Magdalena zu Hause.

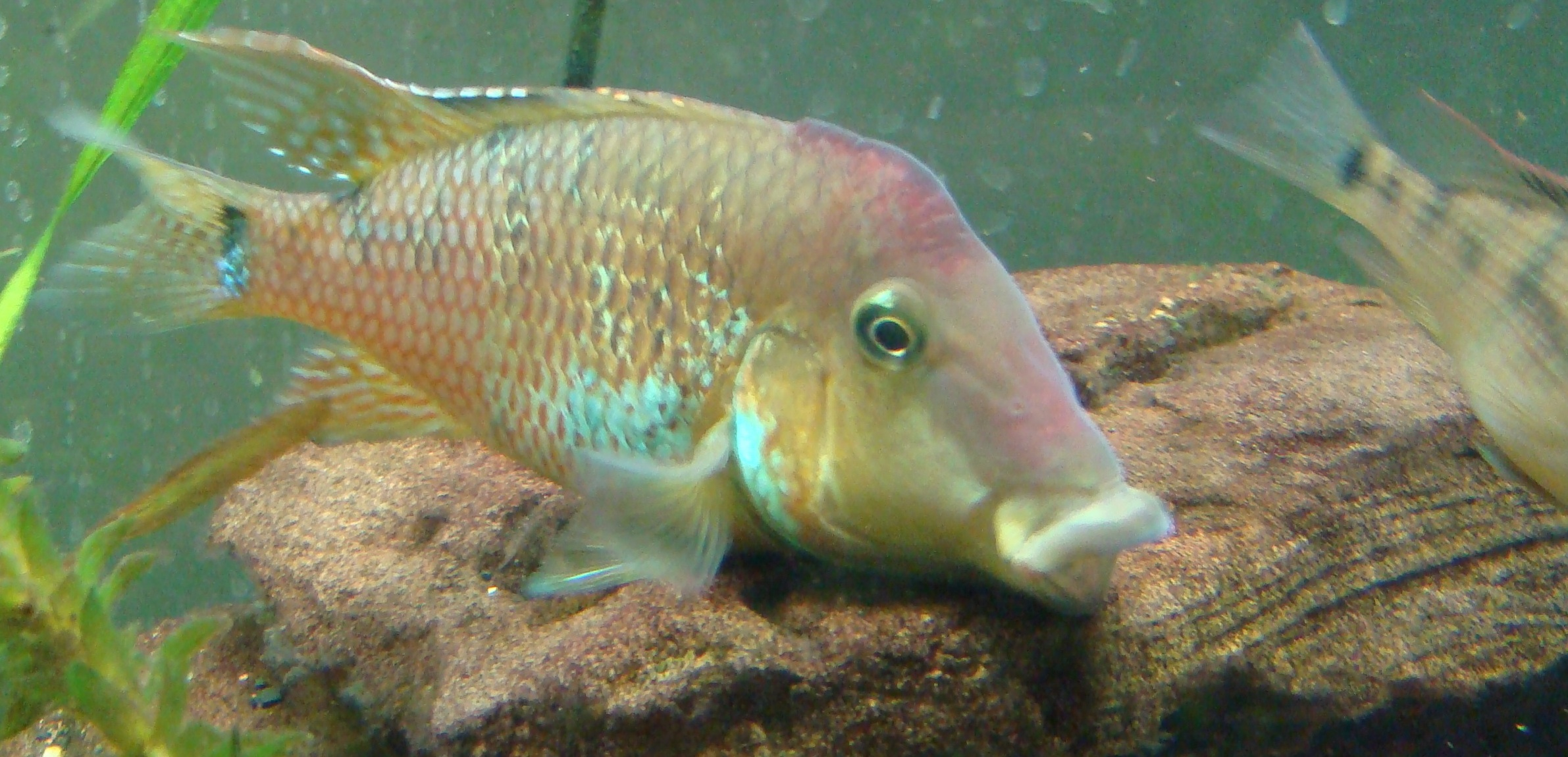
Der Rothauben-Erdfresser (Geophagus steindachneri), ebenfalls ein Bewohner des Río Magdalena

Die Fauna des Río Magdalena unterscheidet sich stark von der anderer südamerikanischer Flüsse. Einige typische Fischfamilien wie die Sägesalmler, die Wolfssalmler und die Helogeninae fehlen völlig, ebenso alle südamerikanischen, primären Süßwasserfische, die nicht zur Überordnung Ostariophysi gehören, sowie der Zitteraal.
Die Fischfauna des Río Magdalena hat mehr Ähnlichkeit mit den Süßwasserfaunen auf der Pazifikseite Panamas und der kolumbianischer und ecuadorianischer Flüsse, die in den Pazifik münden sowie mit der Fauna des Río Atrato, teilweise auch mit der des Maracaibo-Sees. Typische Vertreter dieser Fauna sind die beiden Arten der Hechtsalmlergattung Ctenolucius, die Barbensalmlergattung Ichthyoelephas, die Echten Salmler Argopleura und Gephyrocharax sowie die Harnischwelsgattungen Charidolus, Crossoloricaria und Dasyloricaria und Priapichthys aus der Gruppe der Lebendgebärenden Zahnkarpfen. Eine ähnliche Faunenverwandtschaft und -verteilung zeigen die Süßwasserschnecken.
Die einzigen Knorpelfische des Río Magdalena sind der Süßwasserstechrochen Potamotrygon magdalenae und der Gewöhnliche Sägefisch (Pristis pristis), eigentlich ein Meeresbewohner, aber oft auch in Flüssen anzutreffen. Insgesamt wurden für den Río Magdalena 122 Fischarten festgestellt.
Im Fluss kommen zwei Krokodilarten vor, das Spitzkrokodil und der Krokodilkaiman.

## Bevölkerung

### Indigene Bevölkerung
Am Unterlauf lebten früher die Könige von Malambo.
In diesem Gebiet waren die Kariben angesiedelt, ein Volk, dem Kannibalismus nachgesagt wurde und von dessen Namen sich vielleicht das Wort Kannibalismus herleitet.
Die Kogi leben in der Sierra Nevada de Santa Marta, einem Gebirge nahe der Mündung. Direkt am Unterlauf lebt seit Jahrzehnten nahezu keine indigene Bevölkerung mehr.
Am Oberlauf lebt noch heute ein Teil der indigenen Bevölkerung Kolumbiens. Hierzu zählen die Andaquíes, die in den Urwäldern besonders im Amazonasbecken leben. Weiter südlich leben die Uitoto. Deren Vorfahren gelten einigen Forschern als die Erbauer der mysteriösen Steinskulpturen von San Agustín. Ab etwa 1200 bis 1540 lebten am Oberlauf auch die Muisca.

### San Agustín  – Archäologie-Zone
Die berühmte Archäologie-Zone San Agustín wurde 1857 vom Italiener Agostino Codazzi entdeckt.
Er sah Dutzende von Steinskulpturen. Diese Skulpturen sind mehrere Meter groß und bilden Menschen ab, z. B. einen Priester mit einer Schlange oder einen Ballspieler. Zu den bekanntesten Forschern, die dort nach solchen Skulpturen suchten, gehörten die Deutschen Eduard Seler und Konrad Theodor Preuß.

### Orte am Fluss
Im Einzugsgebiet (mit Nebenflüssen) des Río Magdalena leben etwa 80 % der gesamten kolumbianischen Bevölkerung. Die größte Stadt am Fluss ist Barranquilla in der Nähe der Mündung des Río Magdalena am Karibischen Meer. Barranquilla ist auch der bedeutendste Seehafen Kolumbiens. Die Stadt hat mit der Agglomeration 1,3 Millionen Einwohner und ist damit die viertgrößte Stadt. Auch andere Städte entlang des Flusses gehören zu den 50 größten Städten des Landes, wie Neiva mit 348.920 (Platz 15), Soledad mit 320.115 (18.), Barrancabermeja mit 202.167 (27.) und Girardot mit 124.520 (40.) Einwohnern. La Dorada gehört mit 72.000 Einwohnern ebenfalls zu den größeren Städten.
Am Oberlauf durchfließt der noch kleine Magdalenenstrom mehrere kleine Orte. Die erste große Stadt ist Neiva. Danach kommen erneut kleine Städte, wie La Palmita oder Purificación, bis dann Girardot folgt. Nach Guataquil und Cambao kommt Honda, einer der wichtigsten Flusshäfen des Flusses. Auch für die Schifffahrt hat der Ort eine Bedeutung. Kurz darauf fließt der Río Magdalena durch La Dorada, das über einen Flughafen verfügt. Nun folgen über eine lange Strecke nur kleine Städte, darunter Puerto Gutiérrez, Puerto Boyacá, Puerto Olaya oder Puerto Carare. Der Fluss ist nun ein Strom, es folgt Barrancabermeja, eine wichtige Industriestadt. Bis Mompós gibt es wieder nur kleinere Orte, wie z. B. San Pablo, La Gloria, El Banco und Guamal.
Der Río Magdalena, der bereits den Río Cauca empfing, durchfließt nun die Städte Santa Ana, Plato, Calamar und Salamina. Calamar hat einen wichtigen Flusshafen.
An der Mündung liegen die Städte Sitionuevo, Soledad und schließlich Barranquilla.

## Geschichte

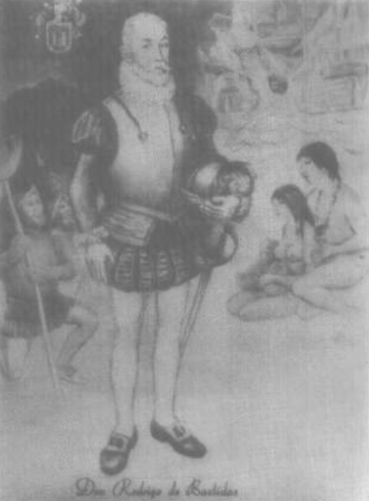
Rodrigo de Bastidas, Entdecker des Río Magdalena

Der Spanier Rodrigo de Bastidas aus Sevilla erforschte zusammen mit dem Kartografen Juan de la Cosa mit zwei Schiffen 1501 die weitgehend unbekannte nördliche Küste Südamerikas. Vom Osten her kamen sie am 1. April 1501 an die Mündung des „großen Flusses“, des Rio Grande de la Santa Magdalena. Bastidas und Cosa fuhren nicht flussaufwärts, sondern wandten sich weiter nach Westen.
Eine nähere Erkundung wagten erst wieder die Portugiesen. Im Auftrag der portugiesischen Königin Johanna von Kastilien befuhr Jerónimo de Melo den Strom flussaufwärts. Dort begegneten sie den legendären Königen von Malambo.
Der stellvertretende Gouverneur Gonzalo Jiménez de Quesada befuhr den Fluss 1536 mit 600 Mann auf der Suche nach der Quelle des Rio Magdalenas. Die Quelle, so glaubte man, befindet sich in dem Goldland Piru. Gonzalo de Quesada und seine Mannschaft kamen jedoch nur bis nach Barrancabermeja.
1539 entstand der erste Flusshafen Kolumbiens auf dem Rio Magdalena nahe der Stadt Guataqui.

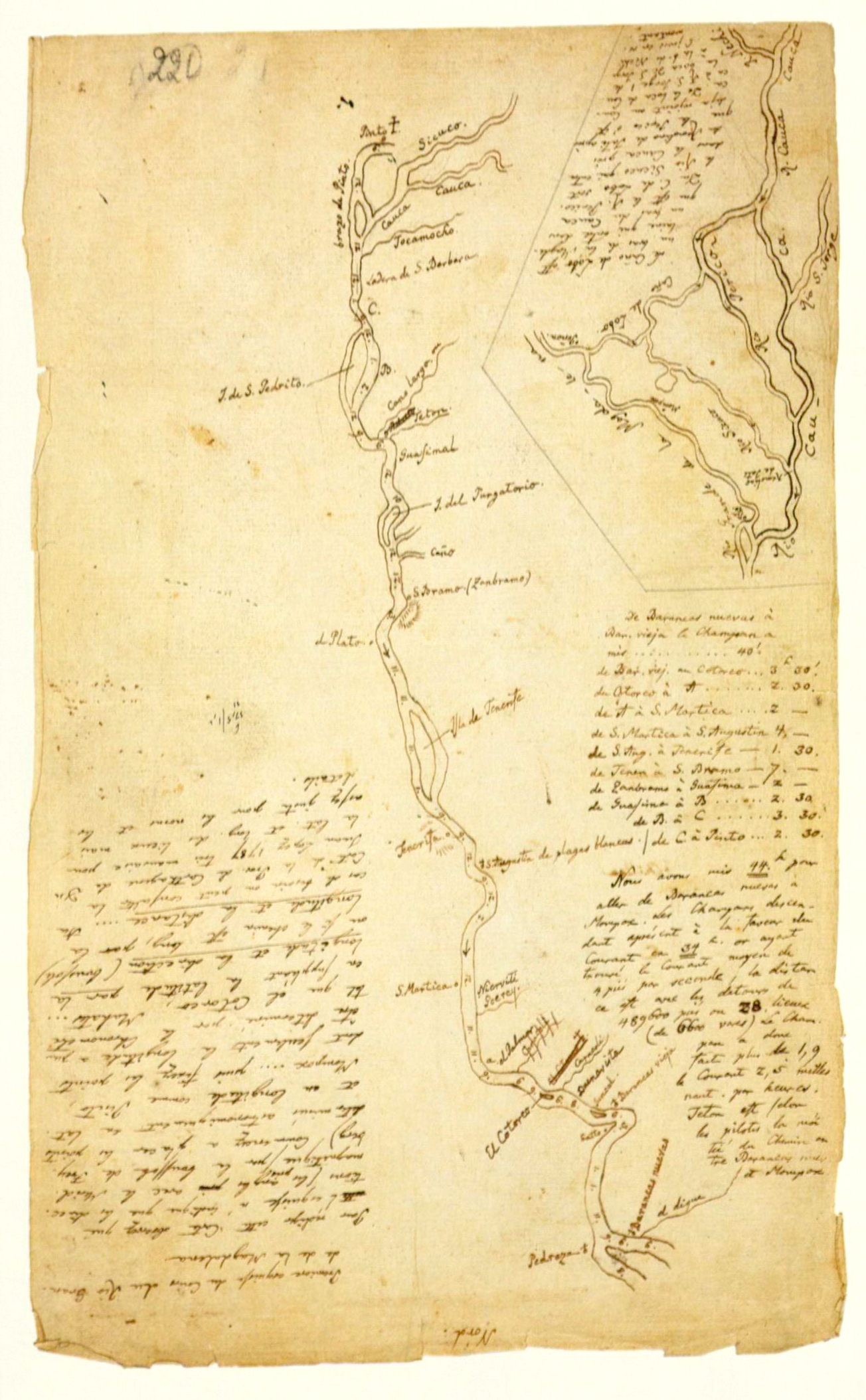
Alexander von Humboldt: Karte im Reisetagebuch, Süden ist in der Karte oben

Während seiner Südamerikareise fuhr der deutsche Forscher Alexander von Humboldt den Fluss Mitte April bis zum 15. Juni 1801 streckenweise aufwärts. Er kartierte den Flussverlauf in seinem Tagebuch und erstellte so die erste qualifizierte Karte des Flusses.

## Wirtschaft und Infrastruktur

### Rohstoffindustrie
Das Tal des Río Magdalena mit dem des Río Cauca, ist reich an Erdöl und Erdgas. Diese Rohstoffe werden gefördert. Viele Großstädte in der Nähe besitzen Erdölraffinerien, wie z. B. Barrancabermeja (Zentrum der Erdölförderung) oder Neiva.
Barranquilla ist ein bedeutendes Industriezentrum mit Aluminium-, Glas- und Holzindustrie.

### Schifffahrt
Vom Río Magdalena sind etwa 1000 Kilometer, von der karibischen Küste bis zum Binnenhafen Honda, schiffbar und der Hauptverkehrsweg ins Landesinnere von Kolumbien. Nach den Stromschnellen bei Honda sind weitere 240 Kilometer schiffbar. Von Neiva (437 m ü. M.) an ist der Fluss schiffbar, doch unterbrechen oberhalb Honda (200 m ü. M.) Katarakte die Schiffbarkeit auf 150 km. Dampfschiffe befuhren den unteren Magdalena 800 km weit bis Honda und ab 1875 (Dampfer Moltke) auch die oberhalb der Stromschnellen gelegene Strecke bis Neiva.
Die Ureinwohner befahren heute noch den Río Magdalena mit Booten namens Champán. Diese Champánes bestehen aus Zedernholz und sind 15 bis 20 m lang. Etwa in der Mitte befindet sich ein halbrundes Palmrohrdach. Sie werden mit Rudern oder Staken bewegt. Sie waren vor den Dampfschiffen das einzige Verkehrsmittel auf dem Fluss. Um den ganzen Strom aufwärts mit diesen Booten zu befahren, braucht man fast drei Monate.
Die ersten Schiffe waren Dampfschiffe, wie am Mississippi River im 19. Jahrhundert. Sie wurden vom deutschen Einwanderer Johann Bernhard Elbers eingeführt. Am 2. Juli 1823 erhielt er das alleinige Recht für die Schifffahrt auf dem Río Magdalena.
Im Januar des nächsten Jahres fuhr das erste Schiff namens Fidelidad auf dem Fluss. Wegen des vielen Treibholzes im Wasser mussten die Schaufelräder bei den Schiffen verlegt werden. Die meisten Schiffe sanken jedoch aus verschiedenen Gründen (Motorausfall, Tiefgang oder das Schiff war zu instabil) und so kamen immer mehr Konkurrenten, die auch das Recht für die Schifffahrt haben wollten. Es kam zu mehreren Prozessen, bis der kolumbianische Präsident Simón Bolívar die Schifffahrt für Dampfschiffe am 28. Januar 1837 auf dem Strom für frei erklärte.